# Santo Sepolcro (Pisa)

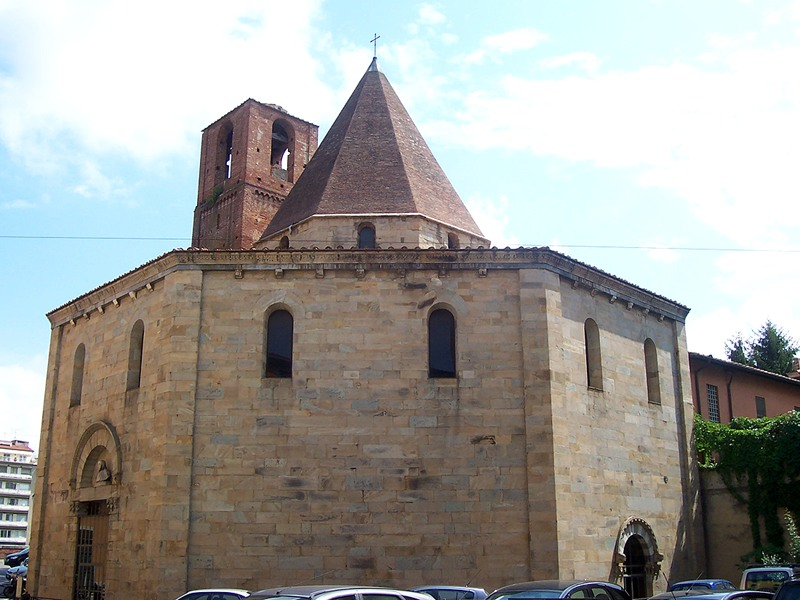
San Sepolcro

Santo Sepolcro (Heilig Grab) ist eine romanische Kirche in der toskanischen Stadt Pisa in Italien.

## Geschichte
Die älteste urkundliche Erwähnung der Kirche stammt aus dem Jahr 1113. Sie wurde durch den Baumeister Diotisalvi im 12. Jahrhundert für die örtliche Niederlassung der Johanniter als Zentralbau nach dem Vorbild der Jerusalemer Grabeskirche errichtet. Der achteckige äußere Grundriss des Gebäudes um die innere Rotunde weist aber auch Parallelen zum Jerusalemer Felsendom auf, der sich seit der Eroberung der Stadt durch die Kreuzfahrer 1099 in christlichen Händen befand. Durch Erzbischof Dagobert von Pisa, später Patriarch von Jerusalem, erhielt die Kirche Reliquien geschenkt.
1720 wurde die Kirche barockisiert. Im 19. Jahrhundert wurden diese Maßnahmen sowie ein umgebender Renaissance-Arkadengang entfernt.

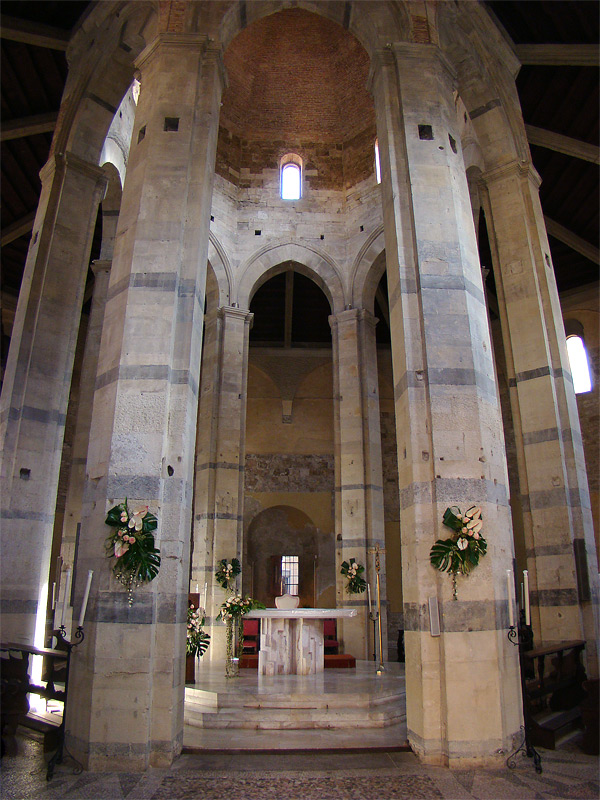
Die Rotunde
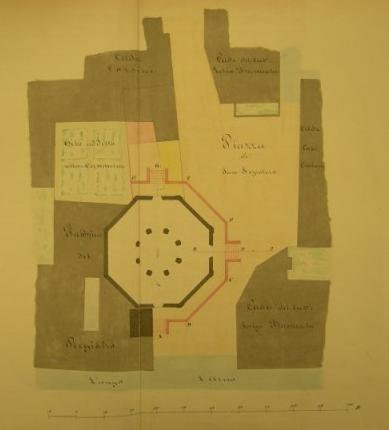
Grundriss mit umgebenden Gebäuden 1853